# Сара Гелм
Сара Гелм (англ. Sarah Helm, 2 листопада 1956) — британська журналістка і письменниця. Вона працювала в The Sunday Times і The Independent у 1980-х і 1990-х роках. Її перша книга «Життя в таємницях» розповідає про життя таємного агента Віри Еткінс, була опублікована в 2005 році.

## Біографія
Після закінчення навчання в Кембриджському університеті Гелм стала репортером газети The Sunday Times. У 1986 році вона переїхала до новоствореної The Independent, де написала кілька статей про офіційні таємниці, за що отримала премію британської преси «Письменник-спеціаліст року». У 1987 році Сара Гелм виграла стипендію Лоуренса Стерна, що дозволило їй працювати стажистом у The Washington Post . З 1989 року вона висвітлювала теми падіння Берлінської стіни, війну в Перській затоці і події на Близькому Сході. З 1995 року Гелм займалася активною проєвропейською діяльністю в Брюсселі.
У 2007 році Сара Гелм вийшла заміж за свого давнього партнера Джонатана Пауелла, радника з питань праці, який з 1997 року очолював виборчий штаб Тоні Блера.
Перша книга Сари Гелм «Життя в таємницях: історія Віри Еткінс і втрачені агенти спецоперацій» (2005) простежує життя зниклих жінок-учасниць «Спеціальних операцій» та складну долю жінки, яка їх розшукувала. Книга була високо оцінена як The New York Times, так і The Washington Post . П'єса «Лояльність» (2011) — це напів-вигаданий погляд на війну в Іраку з точки зору її чоловіка Джонатана, який був керівником штабу Тоні Блера. Остання книга Сари Гелм — «Якщо це жінка: всередині Равенсбрука: концентраційний табір Гітлера для жінок» (2015), розповідає про життя і смерть тисяч ув'язнених жінок у концтаборі Равенсбрюк.